# WWF Capital Carnage
Capital Carnage fue un Pay Per View de lucha libre profesional producido por la World Wrestling Federation emitido únicamente en 1998.

## Resultados
- Dark match: Droz derrotó a Mosh.[1]
  - Droz cubrió a Mosh.
- Gangrel derrotó a Al Snow.[1]
  - Gangrel cubrió a Snow después de una "Missile Dropkick" de Edge
- The Headbangers (Mosh & Thrasher) derrotaron a The Legion of Doom (Droz & Animal).[1]
  - Mosh cubrió a Droz con un "Roll-Up"
  - Después de la lucha, Animal atacó a Droz.
- Val Venis derrotó a Goldust.[1]
  - Venis cubrió a Goldust con un "Roll-Up"
  - Después de la lucha, Goldust le aplica un "Shattered Dreams" a Venis.
- Tiger Ali Singh derrotó a Edge.[1]
  - Singh cubrió a Edge usando las cuerdas como apoyo.
  - Después de la lucha, Edge atacó a Singh.
- Sable & Christian derrotaron a Jacqueline & Marc Mero.[1]
  - Sable cubrió a Jaqueline después de un "TKO"
- Ken Shamrock derrotó a Steve Blackman, reteniendo el Campeonato Intercontinental de la WWF.[1]
  - Shamrock forzó a Blackman a rendirse con un "Ankle Lock"
- Triple H (con Chyna) derrotó a Jeff Jarrett (con Debra).[1]
  - HHH cubrió a Jarrett después de un "Pedigree"
  - Durante la lucha, Debra intervino a favor de Jarrett mientras Chyna lo hizo a favor de HHH.
- The New Age Outlaws (Road Dogg & Billy Gunn) derrotaron a D'Lo Brown & Mark Henry, reteniendo los Campeonatos en Parejas de la WWF.[1]
  - Billy Gunn cubrió a D'Lo Brown después de una "Piledriver"
- The Rock derrotó a X-Pac por descalificación, reteniendo el Campeonato de la WWF.[1]
  - X-Pac fue descalificado cuando Triple H y Chyna interfirieron atacando a The Rock.
- Steve Austin derrotó a Kane, Mankind y The Undertaker (con Paul Bearer) (con Gerald Brisco como árbitro especial y Big Boss Man como enforcer especial.)[1]
  - Austin cubrió a Kane después de invertir un "Tombstone Piledriver" en una "Stone Cold Stunner".
  - Antes de la lucha, Shane McMahon expulso a Vinnie Jones del ringside por atacar a Big Boss Man.
  - Mientras Kane hacia su entrada, el y Mankind se empezaron a atacarse mutuamente.
  - Mientras Austin hacia su entrada, el y Undertaker se atacaron mutuamente.
  - Durante la lucha, Austin atacó a Brisco, causando que el árbitro Earl Hebner lo remplazará.
  - Después de la lucha, Brisco atacó a Hebner hasta que Austin le aplicó una "Stone Cold Stunner".
  - Después de la lucha, Austin, Jones y Hebner atacaron a Boss Man y celebraron el triunfo de Austin.
  - Vince McMahon fue el comentarista invitado, Pat Patterson el campanario invitado y Shane McMahon el anunciador especial.